# Rodrigo Rosenberg Marzano
Rodrigo Rosenberg Marzano (* 28. November 1960; † 10. Mai 2009 in Guatemala-Stadt) war ein Rechtsanwalt und Politiker des Parteienbündnisses Gran Alianza Nacional, der durch von ihm selbst angeheuerte Killer erschossen wurde.

## Leben
Rosenberg studierte an der privaten Universität Rafael Landívar, internationale und vergleichende Rechtswissenschaft an der University of Cambridge und internationales Recht an der Harvard University.
1987 gründete Rosenberg mit María Mercedes Marroquín de Pemueller die Sozietät Rosenberg-Marzano, Marroquín-Pemueller y Asociados, s.c., diese vertritt unter anderen die Corporación La Luz, S.A. in Guatemala. Rosenberg erarbeitete einige Schriftsätze für Corporación La Luz, S.A. Zu diesen gehörte die Vertragsverlängerung mit der Dirección General de Migración (DGM).
Rosenberg war stellvertretender Dekan der Fakultät für Rechtswissenschaft an der Universität Rafael Landívar, Mitglied der Anwaltskammer von Guatemala und Vorsitzender der ersten privaten Schlichtungsstelle in Guatemala dem Centro de Arbitraje y Mediación (CENAC).
2003 kandidierte Rosenberg für den Stadtrat von Guatemala-Stadt für das Movimiento Reformador einem Teil von Gran Alianza Nacional (GANA) des Bürgermeisterkandidaten Jorge Briz Abularach.

## Tod von Rosenberg
Am Sonntag, den 10. Mai 2009 wurde Rosenberg in einem der Nobelvororte von Guatemala-Stadt auf offener Straße erschossen. Kurz vor seinem Tod hatte Rosenberg eine Videobotschaft aufgenommen, in welcher er sagte: „Guten Abend, mein Name ist Rodrigo Rosenberg Marzano, wenn Sie dieses Video sehen, bin ich ein toter Mann. Dafür verantwortlich sind Präsident Alvaro Colom und sein Privatsekretär Gustavo Alejos.“ Einen Tag nach der Veröffentlichung ging Präsident Colom selbst an die Öffentlichkeit und sagte: „Erstens bin ich kein Mörder, zweitens bin ich kein Drogendealer – und im übrigen ist alles, was Rosenberg sagt, völlig sinnlos.“
Es wurde spekuliert, dass der Grund für den gewaltsamen Tod Rosenbergs der vorangegangene Mord an Khalil Musa und dessen mögliche Aufdeckung durch Rosenberg gewesen sein soll. Musa, ein Klient Rosenbergs, habe, nachdem er von Präsident Alvaro Colom in den Aufsichtsrat der zweitgrößten Bank Guatemalas berufen worden war, festgestellt, dass Drogengelder gewaschen und Gelder staatlicher Sozialprogramme unter der Aufsicht der Präsidentengattin abgezweigt worden seien. Musa habe die Absicht gehabt, diese Unregelmäßigkeiten an die Öffentlichkeit zu bringen. Bevor dieses geschehen konnte, wurde er am 14. April zusammen mit seiner 34-jährigen Tochter Marjorie erschossen. Rosenberg habe angeblich die genauen Details von Musa gehört, da er mit dessen Tochter liiert war.
Nach dem Mord an Rosenberg demonstrierten in Guatemala-Stadt täglich Zehntausende gegen den amtierenden Präsidenten und forderten wegen der Mordanklage seinen Rücktritt. An anderen Orten der Stadt demonstrierten Zehntausende für den Präsidenten.
Am 12. Januar 2010 veröffentlichte eine von der UNO geleitete Untersuchungskommission das Ergebnis ihrer achtmonatigen Arbeit; demnach habe Rosenberg seinen eigenen Tod mit Hilfe zweier Cousins seiner Ex-Frau inszeniert. Die Kommission sprach Präsident Alvaro Colom von jedem Verdacht, am Tod Rosenbergs beteiligt gewesen zu sein, frei.